# Obstrução ileomeconial
A obstrução ileomeconial acomete o intestino delgado do neonatal. Ocorre em 17% dos recém-nascidos com fibrose cística.